# Julia Svedelius

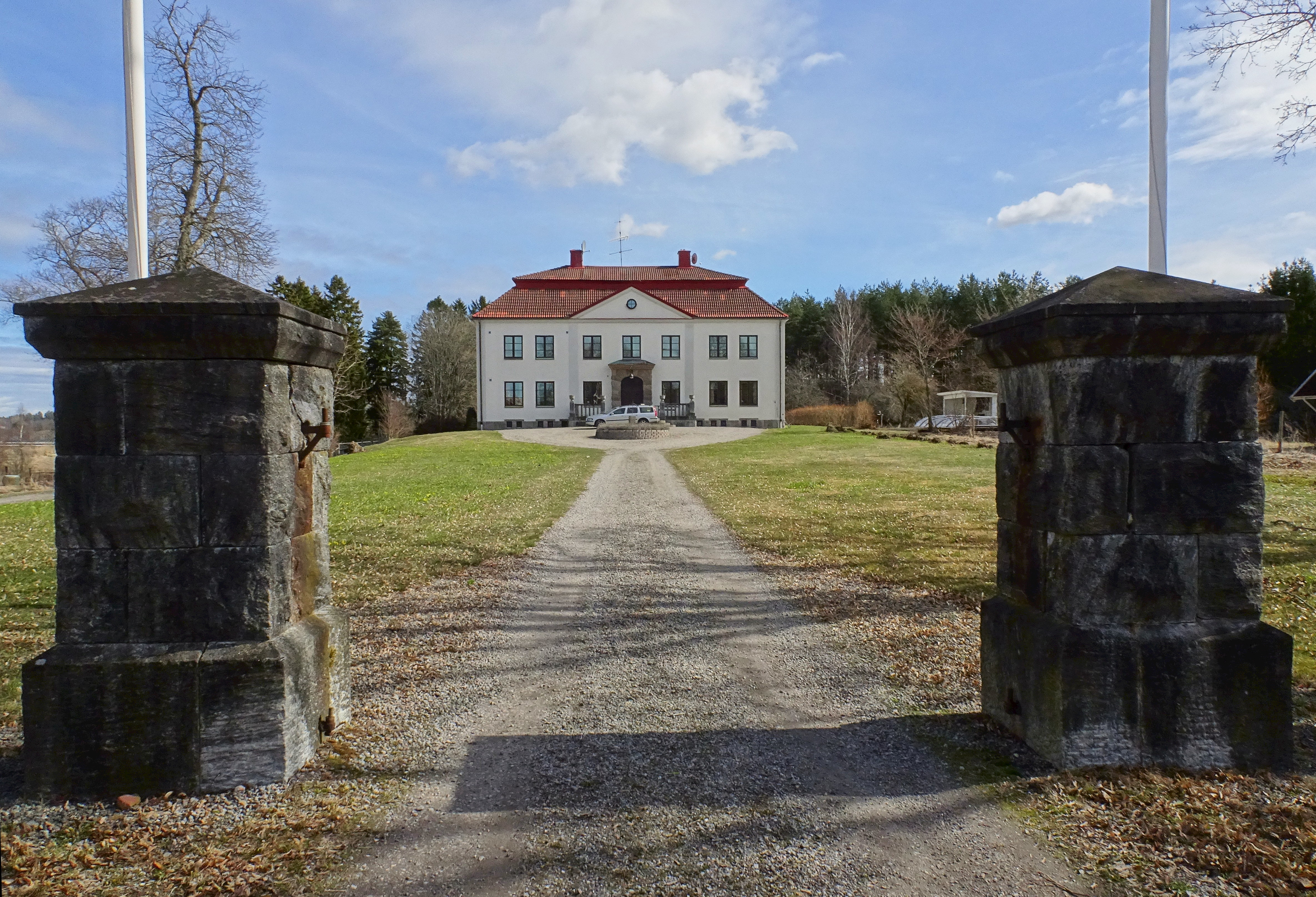
Edeby säteri, där författaren föddes.

Julia Maria Svedelius, född von Heijne 2 februari 1870 på Edeby gård i Helgarö församling, död 6 juli 1955 i Engelbrekts församling i Stockholm, var en svensk socialarbetare och författare.

## Biografi
Julia Svedelius var dotter till kapten Georg von Heijne Lillienberg och Erlin von Heijne. Hon gifte sig 1905 med rektorn Carl Svedelius vid Högre realläroverket i Stockholm.
Utöver privat utbildning med lärare i hemmet genomgick hon också en universitetskurs vid Montpelliers universitet. Hon ägnade sig åt socialt arbete för Röda korset och förestod under 1923–1936 Erlinhemmet, ett vårdhem i Stockholm.

### Skönlitteratur
- Kejsarprinsen som inte kunde leka m. fl. sagor för små och stora barn / med illustrationer av Tyra av Kleen och Maj Bring. Stockholm: Folkskolans barntidning. 1909. Libris 1618057
- Eva Kurks dotter : barndoms- och ungdomsår. Stockholm: Norstedt. 1912. Libris 1640197
- Små sagospel för barn och ungdom. Stockholm: Norstedt. 1912. Libris 1640201
- Guldets gåvor. Stockholm: Norstedt. 1913. Libris 1640198
- Raunala / illustratör: Ossian Elgström. Stockholm: Norstedt. 1914. Libris 1640200
- Lajla : skildringar från Finnmarken / av J. A. Friis ; berättad för Saga av Julia Svedelius ; originalteckningar av Ernst Küsel. Barnbiblioteket Saga, 99-0448970-X ; 88. Stockholm: Sv. läraretidnings förl. 1922. Libris 1469844
- När landsfienden togs tillfånga : sagospel i en akt. Stockholm: O. Eklund. 1926. Libris 1335345
- Barnteatern. Samling 7-9, 11. Stockholm: Svensk läraretidning. 1927-34. Libris 8217517 - Tillsammans med flera författare.
- Solen, maskrosorna och blåsippan : sagospel i två akter. Stockholm: O. Eklund. 1929. Libris 1335346
- Tomtefamiljen : sagospel i två akter. Stockholm: O. Eklund. 1929. Libris 1335348
- Makter. Stockholm: Norstedt. 1932. Libris 1368888
- Trippalätt och Klumpapå : sagor och verser. Barnbiblioteket Saga, 99-0448970-X ; 162. Stockholm: Svensk läraretidning. 1935. Libris 1351368. - Tillsammans med flera författare.
- Vägröjare. Stockholm: Diakonistyr. 1944. Libris 1459386
- Vad far gör är alltid rätt : efter H. C. Andersen  : sagospel i två akter. Stockholm: O. Eklund. 1950. Libris 1459383
- Ska vi spela teater? : samlade sagospel för barn och ungdom. Stockholm: Natur och kultur. 1945. Libris 3106375

### Varia
- Några blad ur Röda korsets historia : tillägnade den svenska föreningens medlemmar. Stockholm: Norstedt. 1915. Libris 1640199
- Svenska Röda korset : dess utveckling och uppgifter (2 utvidg. uppl. /av Röda korset, människokärlekens fredstecken). Stockholm: Svenska Röda korsets överstyrelse. 1916. Libris 1659349
- I våra bygder : läsebok för barnen i Tornedalens skolor. Stockholm. 1917. Libris 2788598
- Södermanland. Hembygdsböckerna, 99-0930468-6. Uppsala: Lindblad. 1918. Libris 1659350
- Vår huvudstad : en läsebok om Stockholm. [1]-2. Stockholm: Norstedt. 1922-1924. Libris 1482741
- En ödebygdsfärd. Stockholm: Norstedt. 1924. Libris 848039
- Stockholm nu och fordom. Sveriges städer ; 1. Stockholm: Norstedt. 1925. Libris 1482482 - Tillsammans med Hans Wåhlin.
- Bygd och folk. Stockholm: Norstedt. 1927-1934. Libris 2026199 - Tillsammans med Carl Svedelius.
  -  [1]. 1927. Libris 2026200
  -  2, Grannländer och stamfränder. 1929. Libris 2026201
  -  3, Kultur i Norden. 1934. Libris 2026202
- År och människor. Stockholm: Natur och kultur. 1934. Libris 1368890
- Glimtar av en skald. Uppsala. 1940. Libris 17072518
- Livets okände vän. Stockholm: Natur och kultur. 1942. Libris 1459380
- Vad Mälaren speglat. Stockholm: Natur o. kultur. 1947. Libris 1459384
- Nils Bielke : från Salsta till Capitolium. Stockholm: Natur och Kultur. 1949. Libris 8215081
- Den goda viljans stad : en Strängnäskrönika. Stockholm: Natur o. kultur. 1950. Libris 1459378
- Fotspår på vägen : från drottning till folket. Stockholm: Fritzes. 1954. Libris 1467256

### Utgivare
- Margareta, Sveriges kronprinsessa : minnesteckning. Uppsala: Lindblad. 1921. Libris 1487543 - Tillsammans med Lotten Dahlgren.

## Utmärkelser
- Illis quorum.
- Svenska Röda Korsets guldmedalj.